# 北陸おもしろネット・向こう三県両ドナリ!
『北陸おもしろネット・向こう三県両ドナリ！』（ほくりくおもしろねっと・むこうさんけんりょうどなり!）は、石川県の北陸放送（MRO）、富山県の北日本放送（KNB）、福井県の福井放送（FBC）が共同制作しているブロックネットのラジオ番組である。

## 概要
- 1999年10月に放送を開始。福井放送が企画を提案し、北陸放送・北日本放送が企画に応える形で番組が始まったとされている。
  - 放送時間　月曜日から金曜日の9:30〜9:45の15分間。各局の朝ワイド番組内に放送される。
  - 放送局　福井放送・北陸放送・北日本放送
  - 放送番組　福井放送は『げんき一番』内、北陸放送は『今日も“シャキ”っと』内、北日本放送は『かずいえなおき朝市RADIO→とれたてワイド朝生!』内
- 2010年3月に放送を終了。4月より北陸ネット3県ポン（月曜10時35分頃から）に移行。

## 内容
- 月曜日から金曜日まで、曜日ごとにテーマを設定して進行する。
  - 月曜日　「向こう三県なんでもクイズ」当番局のリスナーがそのほかの二県に関するクイズに答える。
  - 火曜日　「向こう三県笑わせましょう」週ごとに設定されたテーマについて、リスナーからの笑える話を紹介する。
  - 水曜日　「向こう三県この逸品」当番局の県でこれぞ！という逸品を紹介する。
  - 木曜日　「向こう三県お仕事大事典」週ごとに設定された頭文字から始まる仕事の人を各県から紹介する。
  - 金曜日　「向こう三県お出かけ情報」北陸三県でこの週末に開催されるイベントなどを紹介する。
- 当番局（キーステーション）はFBC・MRO・KNBの順番で一週間ごとに持ち回り。ただし、公開放送などでキーステーションを変更する場合がある。KNBは防災番組などの関係で、裏送りの形で行うことがある。

## パーソナリティ
- 福井放送　
  - メイン：吉川圭一（月・金）
  - メイン：岩本和弘（火〜木）
  - アシスタント：堀内くみ子（月〜金）
- 北陸放送
  - メイン：角野達洋（月〜金）
  - アシスタント：堀越純子（月〜水）／白崎あゆみ（木・金）
- 北日本放送
  - メイン：数家直樹→陸田陽子（月〜金）
  - アシスタント：高野知香子→木下一哉（月〜金）

- キーステーションはメインパーソナリティとアシスタントが登場し、ほかの2局はメインのみ。後半に「女性タイム」があり、そこでほかの2局のアシスタントが登場する。ただし、木下一哉はキーステーション時以外は参加しない。

## その他
- 火曜日の「笑わせましょう」は3月（年度下半期末）と9月（年度上半期末）に大賞を決め、大賞に選ばれると3万円分の商品券がプレゼントされる。過去には10万円の「旅行券」がプレゼントされたこともあった。
- かつてはパナホーム（パナソニックグループの住宅総合メーカー）が三局共通のスポンサーで、金曜日にはパナホームの展示会情報も放送していた。

| 福井・石川・富山 ブロックネット番組 | 福井・石川・富山 ブロックネット番組     | 福井・石川・富山 ブロックネット番組 |
| 前番組                              | 番組名                                  | 次番組                              |
| ----------------------------------- | --------------------------------------- | ----------------------------------- |
| ---                                 | 北陸おもしろネット・向こう三県両ドナリ! | 北陸ネット3県ポン                   |